# 自我欺騙
自我欺骗（Self-deception）是指个体依舊相信已经被自身所掌握的信息证明是矛盾或错误的信念的一种心理状态。精神分析学家认为自我欺骗是一种防御行为。个体常常会歪曲记忆，保留自己愿意接受的信念。被保留的那个信念就是能够减少人们内心痛苦的信念。此時自我欺骗能够帮助人们避免痛苦，并提升潜在的快乐。

## 哲學

### 沙特的自欺理論
自欺（英語：bad faith），或譯「錯信」，在沙特的存在主義哲學中，是存有否定並逃避自己的自由。